# Der Pauker
Der Pauker ist ein deutscher Spielfilm aus dem Jahre 1958. Die Uraufführung war am 2. Oktober 1958 in mehreren Städten.

## Handlung
Studienrat Dr. Hermann Seidel ist ein „Pauker“ alten Schlags, der bei seinen Schülern auf strikte Disziplin hält und vor Oberschulrat und Schuldirektor gerne mit seinen pädagogischen Erfolgen glänzt. Unter seinen Kollegen an einem Kleinstadtgymnasium gilt er darum als – nicht unbedingt beliebter – „Musterlehrer“. Auf die Dauer eines halben Jahres wird er aus der Provinz in die Großstadt versetzt, um dort eine berüchtigte Klasse fast ausschließlich renitenter Oberstufen-Gymnasiasten zu disziplinieren. Er trifft auf Rock-’n’-Roll-begeisterte Jugendliche, für die Louis Armstrong, Harry Belafonte und Elvis Presley zu den bedeutendsten „Minnesängern“ der Geschichte gehören. Seidels autoritäre Methoden provozieren die aufsässigen Teenager zusätzlich. Es beginnt ein Machtkampf zwischen Lehrer und Klasse.
Wie sich rasch heraus stellt, gehören fast alle Schüler einem Mofa-Klub an, den der von der Schule geflogene, bevorzugt in rockermäßiger Lederkleidung auftretende Halbstarke Harry Engelmann anführt. Seidel folgt den Jugendlichen in eine Spielhalle, wo sie einen Großteil ihrer Freizeit verbringen. Dort hat Engelmann kurz zuvor einen der Spielautomaten manipuliert, um mit dem ergaunerten Gewinn die Klubkasse aufzufüllen. Seidel durchkreuzt das Vorhaben unwissentlich, indem er seinen Schützlingen an genau diesem Automaten die niedrige Gewinnwahrscheinlichkeit von Glücksspielapparaten demonstrieren will. Vom eigenen „Erfolg“ überrascht, gewinnt der Pauker mehrmals hintereinander, spendet den Erlös von rund zehn D-Mark aber seinen Schülern. Er hat jedoch Verdacht erregt und wird am nächsten Tag von der Polizei verhört. Weil keiner der Gymnasiasten zu seinen Gunsten aussagt, kann Seidel die Angelegenheit nur bereinigen, indem er dem Spielhallenbesitzer den erlittenen Verlust ersetzt.
Nach einem nächtlichen Einschüchterungsversuch während eines Spaziergangs – die Schüler umkreisen ihn auf ihren Mofas in immer engeren Kreisen – und der Verweigerung von Gruß und Mitarbeit im Klassenzimmer, reagiert Seidel tief enttäuscht. Fortan will er sich nicht mehr um die außerschulischen Angelegenheiten der Teenager kümmern und nur noch Dienst nach Vorschrift machen. Gleichzeitig beginnt er, bei seinem Flurnachbarn Freddy Blei (Seidel wohnt zur Untermiete in einem möblierten Zimmer) Unterricht im Catchen zu nehmen. Im Gegenzug versucht der Pauker seinem neuen, berlinernden Freund, korrektes Standarddeutsch zu vermitteln.
Unterdessen entwickelt Seidel ein zunehmendes Interesse an der älteren Schwester des vollverwaisten Schülers Achim Bork. Vera Bork ersetzt ihrem Bruder die Eltern und lässt zur Erwirtschaftung des Unterhalts notfalls auch Unterwäschefotos für einen Handelskatalog von sich anfertigen, ohne darin etwas Anrüchiges zu erkennen, wie es anfangs noch Seidel tat. Als der Lehrer aber erfährt, dass die von ihm Angebetete mit einem im Ausland weilenden Ingenieur verlobt ist, zieht er sich von ihr zurück. Gleichzeitig ist Seidel jedoch blind für die Annäherungsversuche der sympathischen Musiklehrerin, Fräulein Dr. Selinski.
Als der Pauker heimlich Zeuge wird, wie Engelmann Bork zu einem Diebstahl auf dem Schrottplatz anstiftet, entschließt er sich zum Eingreifen. Seidel stellt Bork in flagranti, zeigt ihn aber nicht an. Der Verkauf des gestohlenen Ersatzteils sollte dem mittellosen Gymnasiasten das nötige Geld zur Begleichung der Darlehensraten verschaffen, die seit dem überhasteten Kauf eines gebrauchten Mofas auf ihm lasten. Seidel leiht Bork, der bereits 90 Mark angezahlt hat, die zur Begleichung seiner Außenstände fehlenden 30 Mark. Außerdem vermittelt er dem Jungen einen Job bei eben jenem Schrotthändler, den er hatte bestehlen wollen. Durch den hier erarbeiteten Stundenlohns von 1,25 DM kann der Schüler seine Schulden bei Seidel abstottern.
In der Folge bricht Bork mit Engelmann und nimmt auch die übrigen Klassenkameraden nach und nach für Seidel ein. Dieser beginnt mit den Schülern ein Gemeinschaftsprojekt: Sie machen ein altes Adler-Cabrio von 1934 wieder fahrtauglich, an dem ihnen Seidel anschließend Fahrunterricht erteilt. Der eifersüchtige Engelmann, der Seidel kurz zuvor in einem Zweikampf nur durch einen unfairen Trick niederschlagen konnte, manipuliert daraufhin die Bremszüge des Fahrzeuges. Als der Klassenprimus Neureiter mit dem Auto einen Unfall baut und merklich verletzt wird, erhält Seidel die strafweise Suspendierung und soll vorzeitig in die Provinz zurück versetzt werden. Im letzten Moment rückt Engelmanns einzig verbliebener Gefolgsmann, der von seinen doppelverdienenden reichen Eltern vernachlässigte „Wohlstandswaise“ Martin Rössler, mit der Wahrheit heraus. Außerdem brilliert Seidels Klasse bei einer Geschichtsprüfung vor dem Oberschulrat, woraufhin man Lehrer Seidel rehabilitiert, der nun auf Dauer an seiner neuen Wirkungsstätte bleibt.

## Kritiken
„Heinz Rühmann verleiht der Titelrolle tragikomische Akzente; ansonsten interessiert die Komödie in erster Linie als Einblick in das konservative Klima der 50er Jahre.“

## Trivia
Der Film erscheint streckenweise wie eine entschärfte, tragikomische Version des US-Dramas Die Saat der Gewalt, das drei Jahre zuvor in die Kinos gekommen war.
Die in einer Kleinstadt spielenden Anfangssequenzen entstanden in Wasserburg am Inn. Als äußere Kulisse der in der ungenannten Großstadt spielenden Schulszenen diente die Volksschule am Schererplatz (heute Grundschule) im Münchner Stadtteil Pasing. In deren Gebäude war bis 1963 auch das Humanistische Gymnasium Pasing untergebracht, später umbenannt in Karlsgymnasium. Die Szenen auf dem Schrottplatz wurden in München in der Schenkendorfstraße, Ecke Lyonel-Feininger-Straße gedreht.
Die Volksschauspielerin Rosl Mayr hat einen Kurzauftritt als Kioskbetreiberin, die vor dem herannahenden Lehrer Seidel aushängende Zeitschriften mit leichtbekleideten Cover Girls mit einem Exemplar des Spiegels verdeckt.